# Sauro Pazzaglia
Sauro Pazzaglia (San Mauro Pascoli, 26 de mayo de 1954-Bolonia, 14 de junio de 1981) fue un piloto de motociclismo de Italia.

## Biografía
En 1976 fue Campeón de Italia Junior en la categoría de 125.
En seguida obtuvo numerosas buenas posiciones en el Campeonato Italiano Senior: en 1977 fue 3.º en 125, en 1978 3.º en 250, en 1979 2.º en 250 y 4.º en 350, en 1980 2.º en 250 y en 1981 5.º en 350.
1977 fue también el año de su debut en Mundial. Participó en el Gran Premio de las Naciones con una Morbidelli 125, terminando en sexto lugar. Más tarde obtuvo un séptimo lugar en GP de Francia, terminando la temporada en el 17.º lugar con 9 puntos. Regresó al Mundial en 1980, esta vez en 250 cc. A bordo de una Ad Maiora consiguió subir al podio en Yugoslavia, mientras que fue noveno en Bélgica. Terminó el campeonato en la 13.ª posición con 12 puntos.
En 1981 corrió en 250, con MBA, y en 350, con Yamaha. En 350, la única carrera en la que acabó en puntos, y la única que logró terminar, fue el Yugoslavia, donde obtuvo el noveno puesto. En 250 obtuvo un 12.º lugar en GP de España. El 11 de julio de 1981, Pazzaglia participó en las sesiones de libres de 250 Gran Premio de San Marino, que tuvo lugar en el Circuito de Imola. Cayó casi en peso muerto mientras corría a baja velocidad en la chicane baja, reportando un traumatismo craneal. Las condiciones graves convencieron al Dr. Claudio Costa para autorizar su traslado inmediato a través de helicóptero a Hospital Bellaria de Bolonia.
Pazzaglia, quien nunca recuperó la conciencia. Murió a las 5:00 p. m. del martes 14 de julio.

## Resultados en el Campeonato del Mundo
Sistema de puntuación desde 1969 hasta 1987:
| Posición | 1.º | 2.º | 3.º | 4.º | 5.º | 6.º | 7.º | 8.º | 9.º | 10.º |
| Puntos   | 15  | 12  | 10  | 8   | 6   | 5   | 4   | 3   | 2   | 1    |

### Carreras por año
(Carreras en negrita indica pole position, carreras en cursiva indica vuelta rápida)
| Año  | Cat.  | Moto       | 1       | 2     | 3       | 4       | 5       | 6       | 7       | 8       | 9     | 10      | 11    | 12    | 13    | 14    | Pts. | Pos. |
| ---- | ----- | ---------- | ------- | ----- | ------- | ------- | ------- | ------- | ------- | ------- | ----- | ------- | ----- | ----- | ----- | ----- | ---- | ---- |
| 1977 | 125cc | Morbidelli | VEN -   | AUT - | GER -   | NAT 6   | ESP Ret | FRA 7   | YUG Ret | NED -   | BEL - | SWE -   | FIN - |       | GBR - |       | 9    | 17.º |
| 1977 | 250cc | Yamaha     | VEN -   |       | GER -   | NAT 11  | ESP 16  | FRA DNQ | YUG -   | NED -   | BEL - | SWE -   | FIN - | CZE - | GBR - |       | 0    | -    |
| 1980 | 250cc | Ad Maiora  | NAT Ret | ESP - | FRA -   | YUG 3   | NED Ret | BEL 9   | FIN -   | GBR Ret | CZE - | GER -   |       |       |       |       | 12   | 13.º |
| 1981 | 250cc | MBA        | ARG -   | AUT - | GER Ret | NAT Ret | FRA DNQ | ESP 12  | YUG Ret | NED Ret | BEL - | RSM DNQ | GBR - | FIN - | SWE - | CZE - | 0    | -    |
| 1981 | 350cc | Yamaha     | ARG -   | AUT - | GER Ret | NAT Ret |         |         | YUG 9   | NED Ret |       |         | GBR - |       |       | CZE - | 2    | 28.º |